# Pijlerkapel Steenweg Asse 186

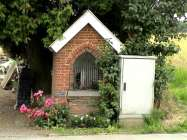
Pijlerkapel Steenweg Asse 186. Foto: Anne-Mie Havermans.

Deze O.L.V.-kapel is een pijlerkapel gelegen in Herfelingen, een deelgemeente van de Belgische gemeente Pajottegem (provincie Vlaams-Brabant). De kapel bevindt zich aan de Steenweg Asse 186.

## Historisch
Deze kapel stond voor het eerst aangeduid op de Topografische Legerkaart van 1880-1904. Ze werd meer bepaald geconstrueerd als dankbetuiging voor een kind dat van de verdrinkingsdood in een waterput werd gered.
Deze kapel ligt op de ommegang van de Paardenprocessie of Drievuldigheidsprocessie die het Kestergewoud doorkruist. Een lijst van gevelniskapellen die eveneens op deze ommegang liggen kan worden teruggevonden op Lijst van gevelniskapelletjes in Herne en Lijst van gevelniskapelletjes in Gooik.

## Architectuur
De pijlerkapel is opgetrokken uit baksteen, waarbij het metselwerk in een kruisverband gelegd werd. Het gebouwtje is bedekt met een zadeldak van zwarte leien dat is bekroond met een ijzeren kruis. De spitsboogvormige nis is uitgewerkt in afwisselend rode baksteen en zwarte klampsteentjes en is afgesloten met een smeedijzeren hekwerk. 